# Gnumeric
Gnumeric – wolny arkusz kalkulacyjny stanowiący część pakietu biurowego GNOME Office, który z kolei należy do środowiska GNOME. W zamierzeniach autorów ma stanowić zamiennik dla zastrzeżonych programów, takich jak Microsoft Excel, na którym jest wzorowany. Cechuje się licznymi funkcjami.
Głównymi autorami Gnumerica są Miguel de Icaza i Jody Goldberg.

## Formaty plików
Gnumeric może importować i eksportować dane w wielu różnych formatach, m.in. Excel, XML, HTML, Applix, Quattro Pro, PlanPerfect, Sylk, DIF, GNU Oleo, SC/Xspread, StarOffice/OpenOffice.org i Lotus 1-2-3. Pliki w formacie Gnumerica są dokumentami języka znaczników XML skompresowanymi za pomocą kompresora gzip.

## Analiza danych – procedury statystyczne
Gnumeric cechuje się bogatym zestawem funkcji związanych ze statystyką. Są to między innymi:
- Rysowanie histogramów
- Rangowanie
- Percentyle
- Współczynnik korelacji Pearsona
- Kowariancja
- Testy statystyczne
  - test F
  - test Z
- Analiza regresji
  - regresja wieloraka
- Analiza wariancji (ang. ANOVA)
  - Jednoczynnikowa analiza wariancji
  - Wieloczynnikowa analiza wariancji
- Analiza szeregów czasowych
  - wygładzanie średnią ruchomą
  - wygładzanie wykładnicze
- Statystyki opisowe (ang. descriptive statistics), m.in.:
  - średnia
  - mediana
  - moda
  - odchylenie standardowe
  - kurtoza
  - skośność
  - maksimum
  - minimum

## Analiza danych – solver
Podobnie jak Microsoft Excel, Gnumeric wyposażony jest w solver. Umożliwia on rozwiązywanie zadań programowania liniowego i, w szczególności, zadań programowania całkowitoliczbowego.

## Wersje
- 1.4 – pierwsza wersja dostępna dla systemu Microsoft Windows
- 1.6.3 – wersja stabilna
- 1.7.12 (nazwa kodowa: "Rocks for Rob, Roses for Harlan") – wersja testowa. Ostatnia wersja z 4 września 2007
- 1.8.2 wydana w marcu 2008 (nie od razu dla wszystkich systemów operacyjnych).